# Đại tướng
Đại tướng (Tiếng Anh: General) là tướng lĩnh cấp cao, là bậc sĩ quan cao nhất trong lực lượng vũ trang chính quy của nhiều quốc gia.
Ở một số quốc gia, có quy mô quân đội nhỏ không thiết lập cấp bậc này (như Albania, Latvia, Litva...). Trong lịch sử, một số quốc gia thiết lập cấp bậc này sau cấp bậc Nguyên soái, Thống chế, hoặc Thống tướng (tùy theo quốc gia). Nhưng hiện nay, ở hầu hết quốc gia thì cấp bậc này là quân hàm hiện dịch cao nhất và thường có 4 sao.
Một số tài liệu tiếng Việt thường dùng thuật ngữ "tướng 4 sao", phỏng theo thuật ngữ "four-star rank" trong tiếng Anh để chỉ cấp bậc Đại tướng. Thuật ngữ này cũng thường được dùng trong Hải quân để chỉ cấp bậc Đô đốc 4 sao, được xem là tương được cấp bậc Đại tướng trong Lục quân và Không quân. Cấp bậc này được xem là tương đương cấp bậc OF-9 trong thang quân đội của các lực lượng vũ trang NATO.

## Từ nguyên
Danh xưng Đại tướng là một từ Hán Việt, bắt nguồn từ một chức vụ võ quan trong thời phong kiến. Trong triều đình phong kiến các quốc gia ảnh hưởng văn minh Trung Hoa, chức vụ đại tướng (hay đại tướng quân) thường không phải là chức võ quan cao cấp nhất. Như trong lịch sử Việt Nam thời nhà Lý (1009-1225) chia các chức quan võ như sau: Đô thống, Nguyên soái, Tổng quản, Khu mật sứ, Khu mật tả hữu sứ, Tả hữu kim ngô, Thượng tướng, Đại tướng, Đô tướng, Tướng quân các vệ, chỉ huy sứ, vũ vệ, hỏa đầu, các binh tào Vũ Tiệp và Vũ Lâm. Các chức quan võ này đều thấp hơn Thái úy và nội ngoại Hành điện Đô trị sự, Kiểm hiệu Bình chương sự. Phẩm trật các hàng quan võ đều có chín bậc (nhất phẩm, nhị phẩm, v.v.) nhưng giữa chức và phẩm trật thì chưa thấy sách nào ghi lại mối tương quan của chúng.
Một ngoại lệ tồn tại trong lịch sử Nhật Bản là chức vụ Chinh di Đại tướng quân, thường được biết với tên gọi Shōgun. Nguyên thủy đây chỉ là chức vụ võ quan của triều đình cử đi đánh dẹp ở phía Đông Nhật Bản. Tuy nhiên về sau các tướng quân phát triển thế lực, lấn át cả triều đình, trở thành nhà cai trị trên thực tế của đất nước Nhật Bản, kéo dài qua các thời kỳ Mạc phủ Kamakura (1185-1333), Ashikaga (1336-1573) và Tokugawa (1603-1868), chỉ chấm dứt với cuộc Minh Trị duy tân.
Danh xưng Đại tướng được dùng lần đầu với ý nghĩa là một cấp bậc quân sự hiện đại cũng bắt đầu từ Nhật Bản vào năm 1867 khi Lục quân Đế quốc Nhật Bản được thành lập và chức vụ Shōgun bị bãi bỏ. Cấp bậc Đại tướng (大将, taisho) được ấn định là cấp bậc võ quan cao cấp nhất trong Lục quân Đế quốc Nhật Bản. Không lâu sau, cấp bậc này cũng được sử dụng trong Hải quân Đế quốc Nhật Bản. Từ đó hình thành 2 cấp bậc phân biệt tương đương là Lục quân Đại tướng (陸軍大将, Rikugun-taishō) và Hải quân Đại tướng (海軍大将, Kaigun-taishō).
Hiện nay, Đại tướng tương đương cấp bậc General (Quân đội Mỹ; Quân đội Vương quốc Anh, có khi được gọi không chính thức là full General để không bị nhầm lẫn với cấp tướng nói chung), Генерал армии (Quân đội Nga), Général d'Armée (Quân đội Pháp, có 5 sao), Thượng tướng (上將 Shang Jiang với 3 sao, Quân đội Trung Quốc).
Câp bậc tương đương trong Hải quân Hoàng gia Anh, Mỹ và Pháp là Đô đốc, trong Hải quân Nga là Đô đốc Hạm đội (адмирал флота), có 4 sao. Đại tướng Không quân Anh được gọi là Air Chief Marshal.
Quân đội Liên Xô và Quân đội Nga trước kia có bậc Soái tướng, Nguyên soái quân binh chủng, tương đương với Đại tướng: Nguyên soái không quân (маршал авиации), Nguyên soái pháo binh (маршал артиллерии), Nguyên soái công binh (маршал инженерных войск), Nguyên soái bộ đội tăng thiết giáp (маршал бронетанковых войск), Nguyên soái bộ đội thông tin liên lạc (маршал войск связи). Các cấp bậc này đã lần lượt bị bãi bỏ năm 1984 và năm 1993.

## Lực lượng vũ trang Việt Nam

### Quân đội Nhân dân Việt Nam
Quân hàm Đại tướng lần đầu tiên được quy định theo Sắc lệnh số 33 ngày 22 tháng 3 năm 1946 do Chủ tịch nước Việt Nam Dân chủ Cộng hòa ký, là quân hàm cao cấp nhất trong Quân đội Quốc gia Việt Nam. Trong Sắc lệnh này cũng quy định cấp hiệu Đại tướng gồm 3 ngôi sao vàng trên nền đỏ. Tuy nhiên, mãi đến năm 1948, mới có quân nhân đầu tiên thụ phong quân hàm này là Tổng Tư lệnh Võ Nguyên Giáp. Ông đồng thời là người Việt có thời gian giữ quân hàm Đại tướng lâu nhất cho đến thời điểm này.

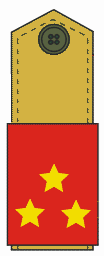
Quân hàm Đại tướng Quân đội Quốc gia Việt Nam (1946-1958)

Ngày nay, quân hàm Đại tướng Quân đội nhân dân Việt Nam mang 4 sao cấp tướng vẫn là quân hàm cao cấp nhất chỉ phong cho các quân nhân giữ 1 trong 3 chức vụ: Bộ trưởng Bộ Quốc phòng, Tổng tham mưu trưởng, Chủ nhiệm Tổng cục Chính trị. Dưới cấp Đại tướng là Thượng tướng (3 sao cấp tướng).
Ngoại lệ là Đại tướng Hoàng Văn Thái được phong năm 1980 khi đang là Thứ trưởng kiêm Phó Tổng Tham mưu trưởng thứ nhất (dù ông là Tổng Tham mưu trưởng đầu tiên từ 1945–1954 và quyền Tổng Tham mưu trưởng một thời gian ngắn 1954 và năm 1974) và Lê Đức Anh năm 1984 khi đang là Thứ trưởng kiêm Tư lệnh quân tình nguyện Việt Nam tại Campuchia.
Ngày nay, tại Việt Nam các cấp hàm tướng lĩnh từ Thiếu tướng trở lên đều do Chủ tịch nước ký quyết định phong cấp và ban hành.
Các đại tướng của Quân đội nhân dân Việt Nam:
- Võ Nguyên Giáp
- Nguyễn Chí Thanh
- Văn Tiến Dũng
- Hoàng Văn Thái
- Chu Huy Mân
- Lê Trọng Tấn
- Lê Đức Anh
- Nguyễn Quyết
- Đoàn Khuê
- Phạm Văn Trà
- Lê Văn Dũng
- Phùng Quang Thanh
- Đỗ Bá Tỵ
- Ngô Xuân Lịch
- Lương Cường
- Phan Văn Giang
- Nguyễn Tân Cương

### Công an nhân dân Việt Nam
Quân hàm Đại tướng Công an nhân dân Việt Nam mang 4 sao vẫn là quân hàm cao cấp nhất và chỉ dành cho Bộ trưởng Bộ Công an Việt Nam.
Đại tướng là cấp bậc cao nhất của Công an Nhân dân Việt Nam. Đại tướng Công an nhân dân Việt Nam chỉ giữ chức vụ Bộ trưởng Bộ Công an. Ngày nay, tại Việt Nam, các quân hàm từ Thiếu tướng trở lên đều do Chủ tịch nước ký quyết định phong cấp và ban hành.
Các đại tướng của Công an nhân dân Việt Nam:
- Mai Chí Thọ
- Lê Hồng Anh
- Trần Đại Quang
- Tô Lâm
- Lương Tam Quang

### Cấp hiệu Đại tướng trongLực lượng Vũ trang Nhân dân Việt Nam
Hiện tại

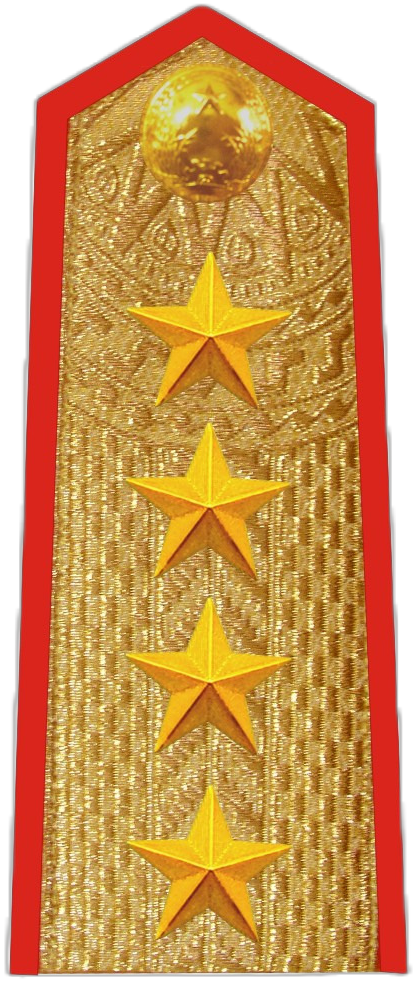
Quân hàm Đại tướng Quân đội nhân dân Việt Nam
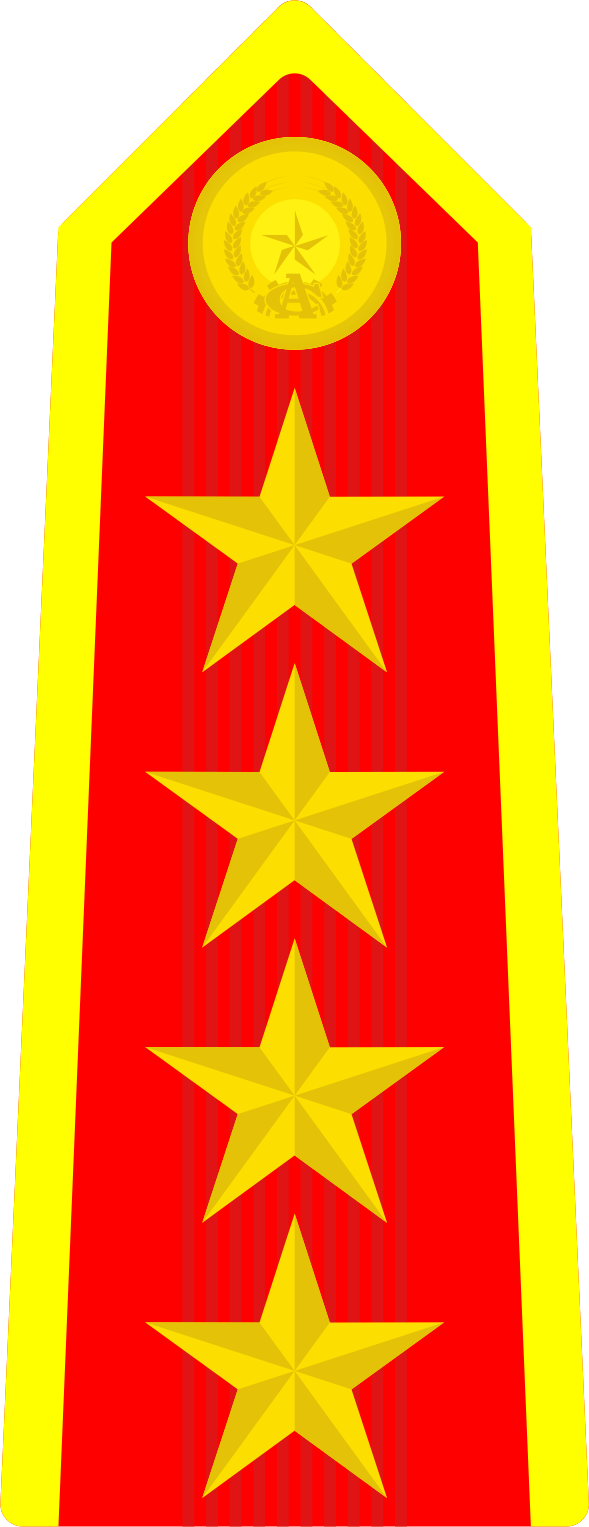
Quân hàm Đại tướng Công an nhân dân Việt Nam

## Quân lực Việt Nam Cộng hòa (1955–1975)
Trong Quân lực Việt Nam Cộng hòa, quân hàm này mang 4 sao, là quân hàm cao nhất thực tế, vì quân hàm cao nhất trên danh nghĩa là Thống tướng (5 sao) chỉ được phong cho tướng Lê Văn Tỵ. Các đại tướng của quân lực này:
- Cao Văn Viên
- Dương Văn Minh
- Đỗ Cao Trí
- Nguyễn Khánh
- Trần Thiện Khiêm

## Quốc quân Trung Hoa Dân Quốc
Cấp bậc Nhất cấp Thượng tướng (一級上將) trong Quân đội Trung Hoa Dân Quốc được xem là tương đương cấp bậc Đại tướng, được đặt ra lần đầu tiên vào năm 1935. Cùng năm đó, 9 quân nhân được tôn phong cấp bậc này gồm Phùng Ngọc Tường, Chu Bồi Đức, Lý Tông Nhân, Hà Ứng Khâm, Trương Học Lương, Trần Tế Đường, Đường Sinh Trí, Diêm Tích Sơn (lục quân) và Trần Thiệu Khoan (hải quân).
Từ năm 2012, Quốc hội Trung Hoa Dân Quốc thông qua luật chỉ phong cấp bậc Đại tướng trong thời chiến. Quân nhân cuối cùng được giữ cấp bậc này là Lâm Trấn Di, cựu Tổng tham mưu trưởng Quốc quân Trung Hoa Dân Quốc (2009–2013).

## Giải phóng quân Trung Quốc
Trong Quân đội Trung Quốc, từ 1955 đến 1965 có quân hàm Đại tướng mang 4 sao, dưới cấp Nguyên soái, được dịch sang tiếng Anh là Senior General hoặc Army General. Chỉ có 10 người từng được phong quân hàm Đại tướng trong Quân đội Trung Quốc: Túc Dụ, Từ Hải Đông, Hoàng Khắc Thành, Trần Canh, Đàm Chính, Tiêu Kính Quang, Trương Vân Dật, La Thụy Khanh, Vương Thụ Thanh, Hứa Quang Đạt. Khi bắt đầu Cách mạng văn hóa do Mao Trạch Đông phát động, hệ thống quân hàm bị hủy bỏ. Hệ thống quân hàm trong Quân đội Trung Quốc chỉ được khôi phục lại vào năm 1988, khi đó không còn các cấp bậc Nguyên soái và Đại tướng nữa.
Nhất cấp Thượng tướng (一級上將) chỉ tồn tại từ năm 1988 đến năm 1994 và cũng không có quân nhân nào được phong quân hàm này.

## Quân đội Mỹ
Đại tướng (Full General) có 4 sao là cấp bậc cao nhất của Quân đội Mỹ trong thời bình và thứ 3 trong hệ thống Quân hàm Quân đội Mỹ sau Đại thống tướng và Thống tướng. Đại tướng Mỹ được phong cho Tư lệnh các Bộ chỉ huy cấp Tập đoàn quân (Fied Army) trở lên. Đại tướng trong Hải quân và Tuần duyên Mỹ có tên gọi là Đô đốc (Full Amiral). Hiện tại, trong Các lực lượng đồng phục Mỹ có tổng cộng khoảng 39 người giữ cấp bậc này chia cho 5 lực lượng gồm: Lục quân(12), Hải Quân(11), Không quân(11), Lính thủy đánh bộ(4), Tuần duyên(1).

Đại tướng Lục quân Hoa Kỳ

## Quân đội Nga
Đại tướng (генера́л а́рмии "Generál Ármii") có 1 sao lớn hoặc 4 sao (từ 1997 đến 2010) là cấp bậc cao nhất của Lực lượng Vũ trang Liên bang Nga trong thời bình. Đại tướng Nga thường giữ các chức vụ Bộ trưởng, Thứ trưởng Quốc phòng, Tổng tham mưu trưởng.
Ngoài ra, danh xưng Đại tướng cũng được dùng vào thời Liên Xô với 1 sao lớn. Đây là quân hàm cao thứ nhì trong Lực lượng vũ trang Liên Xô, chỉ sau Nguyên soái. Đại tướng Liên Xô trước đây thường giữ các chức vụ Bộ trưởng, Thứ trưởng Quốc phòng, Tổng Tham mưu trưởng và Tư lệnh quân khu.
Thời Liên Xô, có tất cả 133 người được thụ phong quân hàm Đại tướng. Hầu hết đều trải qua các chức vụ chỉ huy tiền phương, tuy nhiên cũng có một số lượng đáng kể làm công tác hậu phương.
Thời Liên bang Nga, có tất cả 68 người được thụ phong Đại tướng.

Đại tướng Lục quân Nga

## Quân đội Đức
Danh xưng Đại tướng thường được dùng cho các cấp bậc khác nhau theo từng thời kỳ của người Đức:
- Generaloberst: Đế quốc Đức và Đức Quốc xã
- General: Cộng hòa Liên bang Đức
- Armeegeneral: Cộng hòa Dân chủ Đức

## Lực lượng Phòng vệ Nhật Bản
Mạc liêu trưởng tướng ("僚陸長将"）có 4 sao là cấp bậc cao nhất của Tự vệ đội Nhật Bản. Đại tướng Nhật giữ các chức vụ Chủ tịch, Thành viên Hội đồng tham mưu trưởng.

Đại tướng Lực lượng Phòng vệ Mặt đất Nhật Bản

## Quân đội Hàn Quốc
Đại tướng (Tiếng Hàn: 대장) hay còn gọi là Tướng 4 sao (Tiếng Hàn: 4성 장군) là cấp bậc cao nhất của Quân đội Hàn Quốc trong thời bình. Hiện tại, trong Các lực lượng của Hàn Quốc có tổng cộng 8 người giữu cấp bậc này gồm: Chủ tịch Hội đồng Tham mưu trưởng Liên quân, Tham mưu trưởng Lục quân/Hải quân/Không quân, Phó Tư lệnh Bộ Tư lệnh Lực lượng Hỗn hợp Hàn-Mỹ, Tư lệnh Bộ Tư lệnh Tác chiến Mặt đất, Tư lệnh Bộ Tư lệnh Tác chiến số 2, Phó Tư lệnh các tham mưu trưởng liên quân.

Đại tướng Lục quân Hàn Quốc
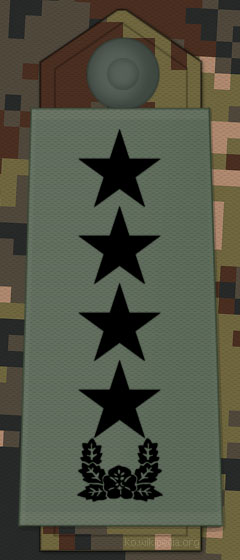
Đại tướng Lục quân Hàn Quốc (Đồng phục chiến đấu)
Dây đeo vai và phù hiệu của Đại tướng Hải quân Hàn Quốc
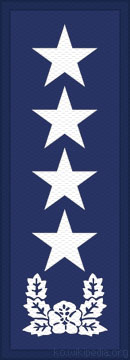
Đại tướng Hải quân Hàn Quốc Không bao gồm đồng phục làm việc)
Đại tướng Thủy quân Lục chiến Hàn Quốc[2]
Đại tướng Không quân Hàn Quốc

## Quân đội Hoàng gia Thái Lan
Đại tướng (พลเอก "Phon Ek") là cấp bậc cao nhất trên thực tế của Quân đội Thái Lan, cấp bậc cao nhất là Nguyên soái chỉ phong cho Quốc vương và một số thành viên Hoàng gia như một danh hiệu. Đại tướng Thái Lan thường giữ các chức vụ Tư lệnh tối cao, Tư lệnh và Phó tư lệnh ba Quân chủng.

Đại tướng Lục quân Thái Lan

## Quân đội Pakistan
Đại tướng (General) là cấp bậc cao nhất của Quân đội Pakistan. Trong Quân đội Pakistan, cấp bậc này thường được trao cho Chủ tịch Hội đồng tham mưu trưởng, Tham mưu trưởng của ba quân chủng: lục quân, không quân, hải quân.

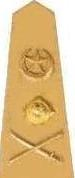
Đại tướng Lục quân Pakistan

## Quân đội Ấn Độ
Đại tướng (General) là cấp bậc cao nhất trên thực tế của Quân đội Ấn Độ, cấp bậc cao nhất là Nguyên soái chỉ được truy phong. Đại tướng Ấn Độ thường giữ các chức vụ Chủ tịch Hội đồng tham mưu trưởng, Tham mưu trưởng của ba quân chủng: lục quân, không quân, hải quân.

## Quân đội Ý
Đại tướng (generale) là cấp bậc cao nhất của Quân đội Ý, chỉ có Tổng tham mưu trưởng Quân đội Italia giữ cấp bậc này.

## Quân đội Philippines
Đại tướng (General) là cấp bậc cao thứ hai của Quân đội Philippines sau Thống tướng (General of Army), chỉ có Tổng tham mưu trưởng Quân đội Philippines giữ cấp bậc Đại tướng. Vì cấp bậc Thống tướng chỉ duy nhất được trao cho Thống tướng Douglas MacArthur của Mỹ nên Đại tướng thực tế là cấp bậc cao nhất của Quân đội Philippines.